# NGC 2428
NGC 2428 je otvoreni skup u zviježđu Krmi. 

## Vanjske poveznice
- SEDS: NGC 2428